# Trần Phú, Hải Phòng
Trần Phú là một xã thuộc thành phố Hải Phòng, Việt Nam.

## Địa lý
Xã Trần Phú có diện tích 8,25 km², dân số năm 2022 là 11.950 người, mật độ dân số đạt 1.448 người/km².

## Lịch sử
Ngày 24 tháng 10 năm 2024, Ủy ban Thường vụ Quốc hội ban hành Nghị quyết số 1250/NQ-UBTVQH15 về việc sắp xếp đơn vị hành chính cấp xã của tỉnh Hải Dương giai đoạn 2023 – 2025 (nghị quyết có hiệu lực từ ngày 1 tháng 12 năm 2024). Theo đó, thành lập xã Trần Phú thuộc huyện Nam Sách trên cơ sở toàn bộ 3,79 km² diện tích tự nhiên, quy mô dân số là 7.012 người của xã Nam Trung và toàn bộ 4,28 km² diện tích tự nhiên, quy mô dân số là 4.938 người của xã Nam Chính.
Xã Trần Phú có 8,25 km² diện tích tự nhiên và quy mô dân số là 11.950 người.